# 重瓣异味蔷薇
重瓣异味蔷薇（学名：Rosa foetida var. persiana）为蔷薇科蔷薇属异味蔷薇下的一个变种。

## 扩展阅读
- 維基物種上的相關：重瓣异味蔷薇